# 블라인드 윌리 워커
블라인드 윌리 워커(1896년 4월 혹은 1897-98년~1933년 3월 4일)은 미국의 피드몬트 블루스 음악가이다. 그는 영향력 있는 음악가이며 동시대 여러 음악가들에게 높은 평가를 받았다.

## 생애
그는 사우스캐롤라이나주 오닐 군구에서 루시 고완과 조지 W. 워커의 아들로 태어났다. 본명은 윌리 고완으로 추정된다. 밥 L. 이글과 에릭 S. 르블랑은 그의 출생시기를 1896년 4월이라 밝혔으나, 1930년 인구 조사 자료는 그의 나이를 32세로 표기함으로서 1897년 혹은 1898년에 태어났음을 암시했다. 그는 태어날 때부터 시각 장애인이었다.
1911년 초엔 블라인드 게리 데이비스(Blind Gary Davis)와 그린빌의 스트링 밴드에서 활동 중이었다. 그들은 1913년까지 함께했고, 1915년엔 가족과 그린빌에 정착했다. 그러나 그는 활동 때문에 자주 집을 나갔다. 그는 거리 공연을 했으며, 1923년경엔 조시 화이트(Josh White)의 도움을 종종 받았다. 그의 사촌이던 샘 브룩스도 도움을 주었다.
1928년 12월 23일엔 그의 아버지가 사망했다. 그는 1930년 12월 6일, 조지아주 애틀랜타에서 샘 브룩스와 4곡을 녹음했다. 이 중 “South Carolina Rag”와 “Dupree Blues”만 발매되었다. 음반은 750장만 발매됐고 어떤 추가 작업도 되지 않았다. 그는 속주가 두드러지는 기타리스트였고, 다장조를 가장 좋아했다.
그는 1933년 3월 4일, 그린빌의 자택에서 사망했다. 죽기까지 음악가로 일했고 사인은 선천성 매독이다. 선천성 매독은 그가 실명한 이유였으리라 짐작된다. 블라인드 게리 데이비스로 인해 유명해진 곡 “Make Believe Stunt”, “Cincinnati Flow Rag”(Slow Drag)은 데이비스에게 기타를 가르쳐준 그가 작곡했다.

## 음반
- “South Carolina Rag” / “Dupree Blues” (컬럼비아 14578-D)
- “Rider Blues” / “Da Da Da” (미발매)

## 평가
그는 조시 화이트, 루스벨트 브룩스(Roosevelt Brooks)에게 영향을 주었고, 블라인드 게리 데이비스, 핑크 앤더슨(Pink Anderson), 테드 보간(Ted Bogan)에게 높은 평가를 받았다. 그와 활동했던 블라인드 게리 데이비스는 그를 정통한 음악가로 평했으며, 조시 화이트는 그를 두고 다음과 같이 말했다.
사우스캐롤라이나주 출신인 블라인드 윌리 워커는 최고였다. 그는 내가 들어본 기타리스트들 중 최고다. 심지어 블라인드 블레이크보다 낫다. 블레이크는 빨랐지만 워커는 아트 테이텀 같았다.